# Российский сельсовет (Оренбургская область)
Российский сельсовет — сельское поселение в Октябрьском районе Оренбургской области Российской Федерации.
Административный центр — посёлок Российский.

## История
9 марта 2005 года в соответствии с законом Оренбургской области № 1921/358-III-ОЗ образовано сельское поселение Российский сельсовет, установлены границы муниципального образования.

## Население
| 2010 | 2012 | 2013 | 2014 | 2015 | 2016 | 2017 |
| ---- | ---- | ---- | ---- | ---- | ---- | ---- |
| 633  | ↗638 | ↘618 | ↘596 | ↘587 | ↘573 | ↘561 |
| 2018 | 2019 | 2020 | 2021 |      |      |      |
| ↘546 | ↘510 | ↘490 | ↘481 |      |      |      |

## Состав сельского поселения
| № | Населённый пункт | Тип населённого пункта          | Население |
| - | ---------------- | ------------------------------- | --------- |
| 1 | Михайловский     | посёлок                         | 4         |
| 2 | Российский       | посёлок, административный центр | 582       |
| 3 | Шестимирский     | посёлок                         | 47        |